# IMelody
iMelody (IMY) – format zapisu dzwonków monofonicznych. Format ten używany jest w telefonach komórkowych.